# Notocrypta paralysos
Notocrypta paralysos là một loài bướm thuộc họ Bướm nhảy.

## Hình ảnh

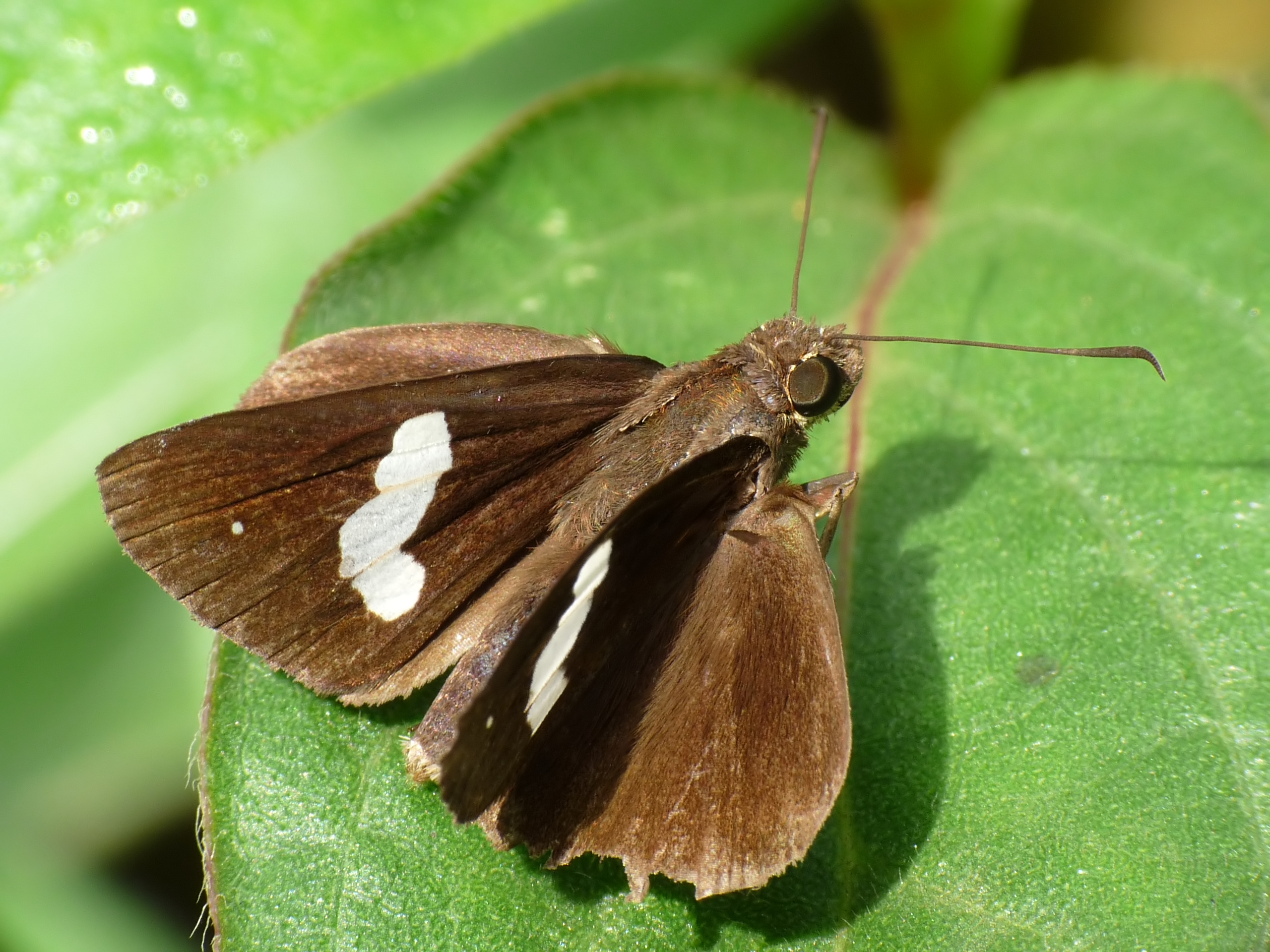
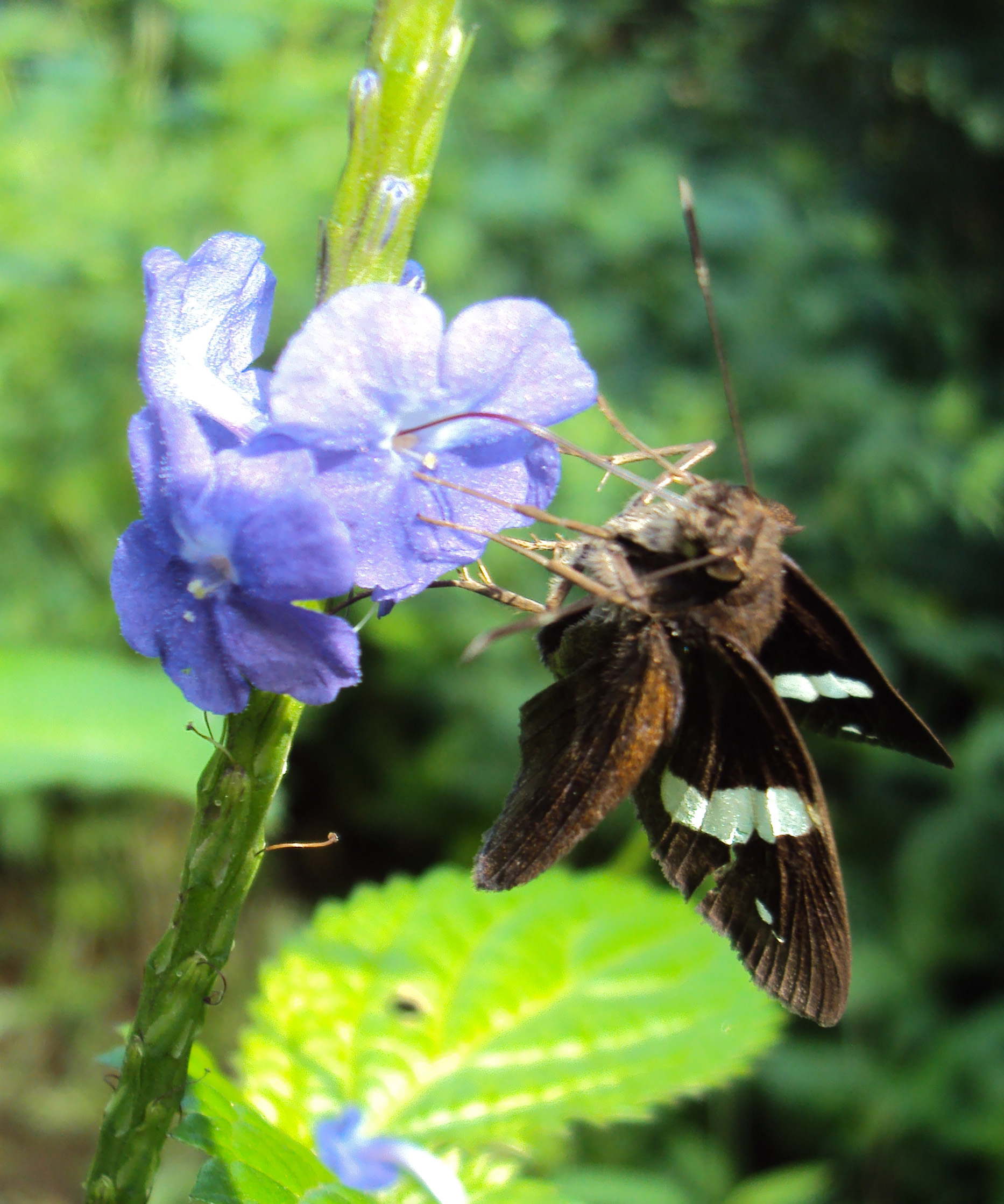
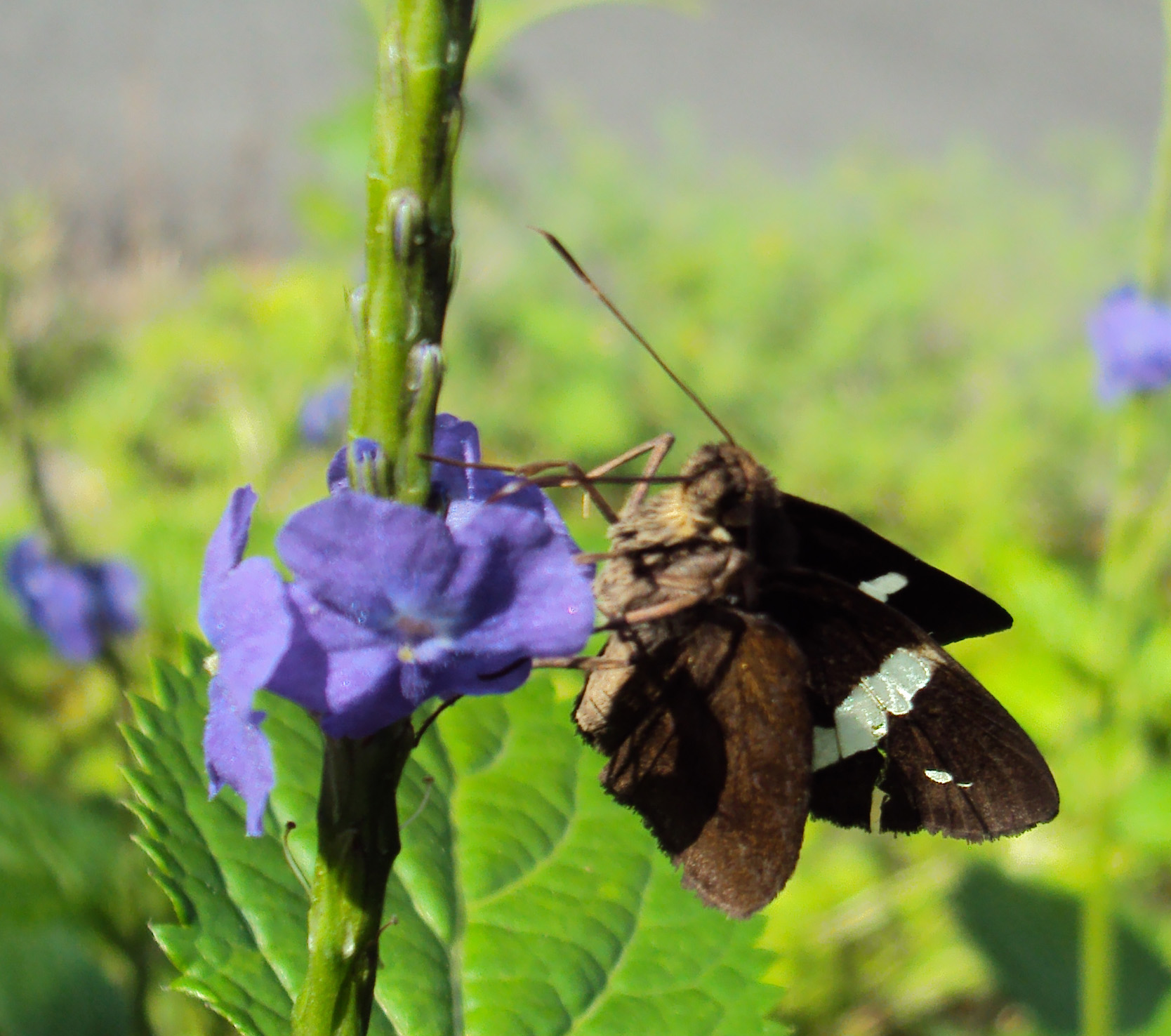
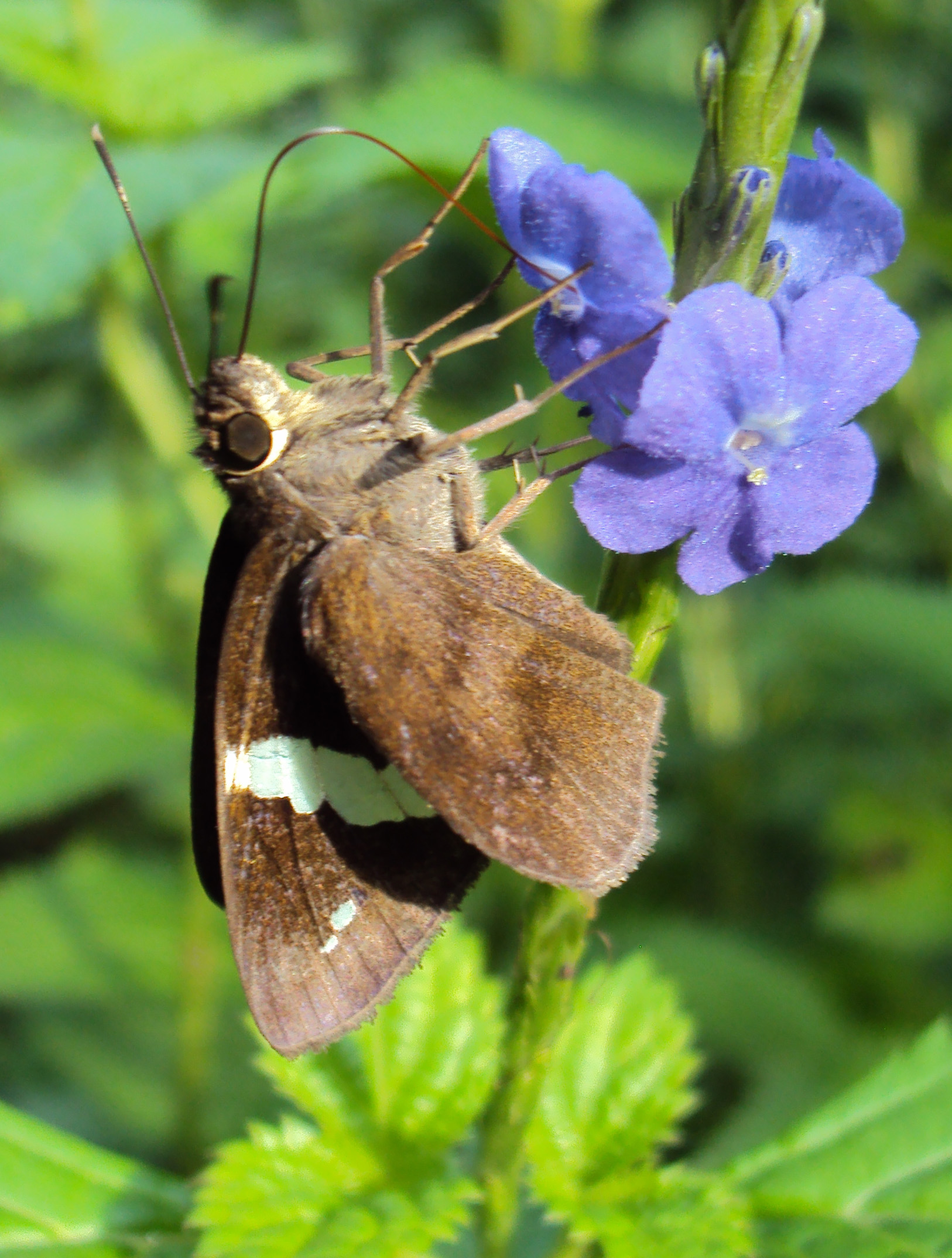